# Egå
Egå er en bydel i Aarhus, beliggende ca. 8 km nordnordøst for Aarhus Centrum. 

Egå- og Skæring Sogne har ca. 9450 indbyggere.  I den oprindelige landsby, som nu hedder Gammel Egå ligger Egå Kirke og Egå Forsamlingshus, der er hjemsted for Gl. Egå Jazzklub. Sognet har sit navn fra Egåen, der løber vest og syd for den gamle bydel, på sin vej mod Aarhusbugten.
Egå (postnr. 8250) grænser op mod Risskov (8240), Lystrup (8520), Hjortshøj (8530) og Skødstrup (8541). Kystlinjen strækker sig fra Egåens udløb til et sted mellem Skæring Strand og Studstrup.
Egå og Risskov er inddelt i fire sogne (Egå, Skæring, Risskov og Vejlby). Det samlede indbyggertal udgør i 2008 23.415 borgere [kilde mangler].

## Historie
Egå kendes tilbage til middelalderen. Navnet stavedes 1215-24 Echøch og 1355 Æghw. Endelsen er -høj mens forleddet er træet eg.
Egå landsby bestod i 1682 af 18 gårde, 1 hus med jord og 15 huse uden jord. Det samlede dyrkede areal udgjorde 608,4 tønder land skyldsat til 118,91 tønder hartkorn. Dyrkningsformen var trevangsbrug.

## Om forstaden
Området er kendt for sine bade- og surfingfaciliteter. Centralt ved kysten ligger Egå Marina, et sted der flittigt anvendes om sommeren.
Beboelsesområdet følger, via Risskov, kysten fra Aarhus Havn til og med Skæring Strand. Lokaliteten anses generelt for at være et attraktivt boligområde som følge af beliggenheden tæt på Aarhus centrum, strand og grønne arealer.
Egå fik i 2005 et gymnasium, Egaa Gymnasium, med moderne faciliteter. 
I 2012 åbnede Modelparken Danmark, hvor der køres med minitog i sommerhalvåret ved Egå.